# Polycitor circes
Polycitor circes är en sjöpungsart som beskrevs av Wilhelm Michaelsen 1930. Polycitor circes ingår i släktet Polycitor och familjen Polycitoridae. Inga underarter finns listade i Catalogue of Life.